# Campanula californica
Campanula californica är en klockväxtart som först beskrevs av Albert Kellogg, och fick sitt nu gällande namn av Amos Arthur Heller. Campanula californica ingår i släktet blåklockor, och familjen klockväxter. Inga underarter finns listade i Catalogue of Life.